# Christ de Carrizo

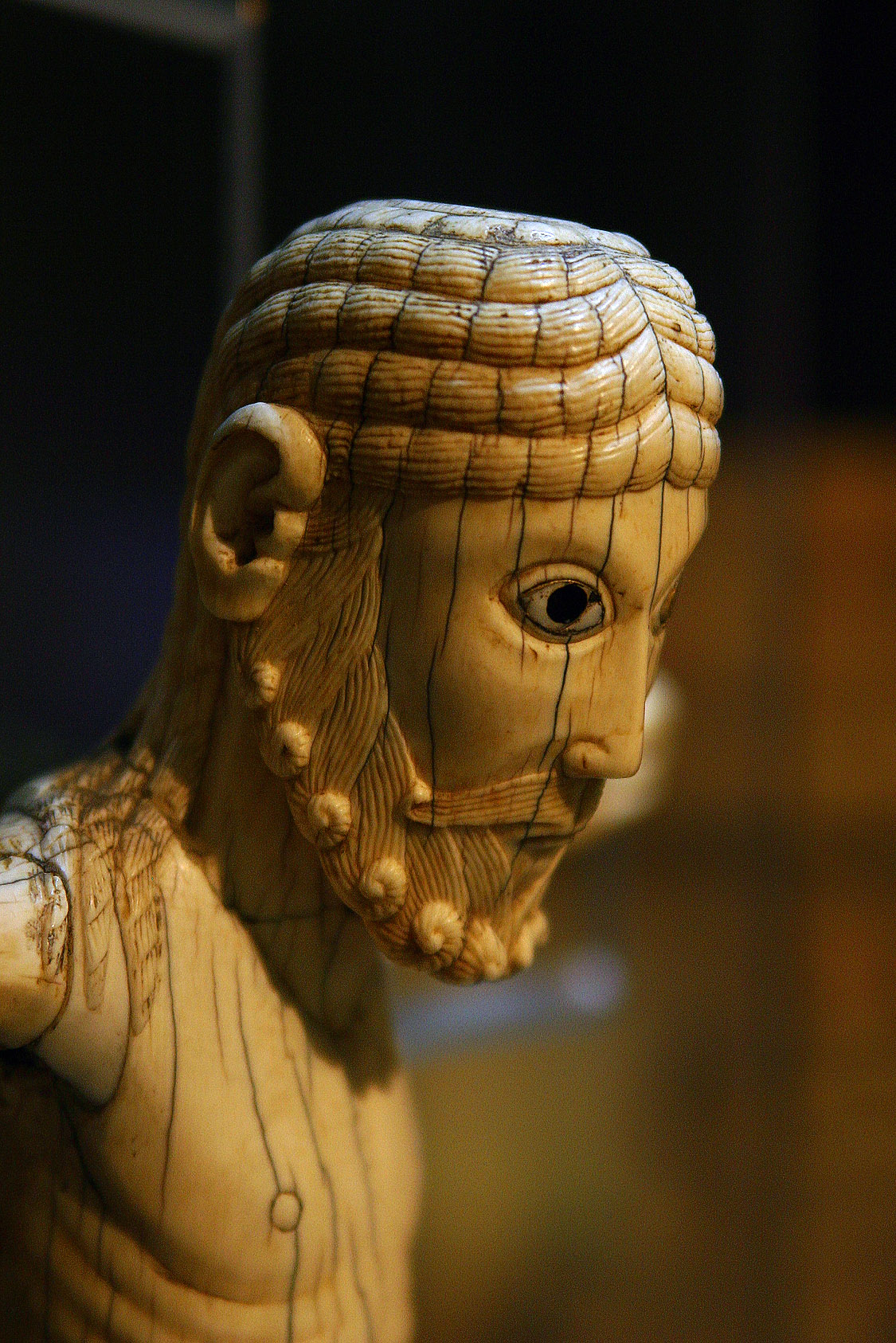
Christ de Carrizo

Le Christ de Carrizo est une statuette reliquaire en ivoire, haute de 33 cm., qui représente un Christ en croix dans une attitude de Christ en Majesté, sans signes de souffrances. Il fut réalisé à León pendant le XIe siècle.
Le Christ se caractérise par la grande taille de sa tête, le regard pénétrant, les cheveux finement nattés et le drapé du périzonium. Son sculpteur a peut-être été un élève de celui qui a réalisé le crucifix de Saint-Isidore (es). 
Longtemps conservée à l'abbaye Sainte-Marie de Carrizo (es), l’œuvre est aujourd'hui conservée au musée de León (es).
Une copie polychrome en bouleau, cinq fois plus grande que l'original, a été réalisée par le sculpteur José Lonjos. Elle est conservée à Carrizo et parfois portée en procession. 